# Natura 2000-område nr. 106 Mandbjerg Skov
 Natura 2000-område nr. 106 Mandbjerg Skov består af består af habitatområde nr. H 201 og omfatter 59 hektar, der ejes af Naturstyrelsen. Natura 2000-området ligger lige syd for Toftlund, i Tønder Kommune, i vandplanoplandene 1.10 Vadehavet.
Området er udpeget for at beskytte den værdifulde, gamle skovnatur med spredte enge. Det er et varieret skovområde med gammel naturlig løvskov. Skoven er domineret af eg og bøg, men også med forholdsvis store områder med ask. Skoven har været løvskov i lang tid, og der er partier, der aldrig har været jordbearbejdet.
I skovens sydlige del ligger tre åbne eng-/mosearealer. Området ligger på en
relativt jævn moræne-flade, der skråner mod nord. Afvandingen går til Febro bæk via et
grøftesystem med ret begrænset fald. Der er partier med væld flere steder, bl.a. i skovengene.
Mandbjerg Skov ligger i et større landbrugsområde med ca. 6 km til det nærmeste
større skovområde, og rummer blandt andet naturtyperne bøg på muld og ege-blandskov samt den prioriterede skovnaturtype elle- og askeskov.

## Eksterne kilder og henvisninger
1. ↑  "Hovedvandopland 1.10 Vadehavet" (PDF). Arkiveret fra originalen (PDF) 11. oktober 2017. Hentet 29. oktober 2017.

- Kort over området på miljoegis.mim.dk
- Basisanalysen 2016-21 Arkiveret 30. oktober 2017 hos  Wayback Machine